# Tencteren
De Tencteren (Latijn: Tencteri) waren een Germaanse stam die ten tijde van Julius Caesar gevestigd was op de rechter Rijnoever ten noorden van de Usipeten en de Chatten.
Ze traden de geschiedenis binnen in de Commentarii de Bello Gallico van Caesar. Hij beschreef hoe ze kort voor zijn aankomst uit hun leefgebied waren verdreven door de Germaanse Sueven onder Ariovistus. Ze namen gebied van de Menapiërs in en deden hen uitwijken naar de linkeroever van de Rijn. In 55 v.Chr. werden de Tencteren en Usipeten verpletterend verslagen door het Romeinse leger onder Julius Caesar. Deze veldslag had plaats bij de samenvloeiing van de Maas en de Waal. In Kessel zijn allerlei archeologische vondsten gedaan die de veldslag onderbouwen. Volgens Plutarchus zouden bij de vijandelijkheden tegen Tencteren en de Usipeti 400.000 doden zijn gevallen, waardoor dit mogelijk als een vroeg voorbeeld van een genocide kan beschouwd worden. Terwijl de Senaat in Rome besprak of deze wapenfeiten gevierd moesten worden met een supplicatio, greep Caesars tegenstander Cato de Jongere de gebeurtenissen aan om de veldheer aan te klagen. Hij oordeelde dat Caesar een wapenstilstand had verbroken en/of gezanten had mishandeld en eiste dat hij – om de vervloeking tot zijn persoon te beperken – zou worden overgeleverd aan de uitgemoorde stammen. Zover kwam het echter niet.
Ten noordwesten van de Tencteren leefden tot in de 1e eeuw de Bructeren. Na de vernietiging van de Bructeren werd hun plaats echter als buur van de Tencteren ingenomen door de Chamaven.
Tacitus beschreef de Tencteren als befaamd om hun bijzonder bekwame ruiters. Circa 17 v.Chr. staken ze, gezamenlijk met de Sugambriërs en Usipeten, de Rijn over. Ze belegerden en versloegen de Romeinse stadhouder Marcus Lollius, maar werden later in een tegenoffensief door Drusus verslagen.
De Germaanse stammen die het land langs de Rijn bevolkten, de Bructeren, Tencteren, Sugambriërs, Usipeten, Chattuarii, Chamaven, en Ampsivaren, sloten zich vanaf de 3e eeuw aaneen in het grotere Frankische stamverband. Deze ontwikkeling kwam voort uit het gezamenlijke streven de Romeinen beter het hoofd te kunnen bieden.

## Voetnoten
Alemannen · Ambivarieten · Ambronen · Ampsivaren · Angelen · Angrivariërs · Asdingen · Baemi · Bajuwaren · Bastarnen · Bataven · Bourgondiërs · Bructeren · Cananefaten · Chamaven · Chasuarii · Chatten · Chattuarii · Chauken · Cherusken · Cimbren · Cugerni · Dulgubnii · Fosi · Franken · Frisii · Gepiden · Goten · Harii · Helisiërs · Hermunduren · Herulen · Juten · Lakringen · Lemoviërs · Longobarden · Lugiërs · Manimiërs · Marcomannen · Marobudui · Marsi · Mattiakken · Naharvalen · Nemeten · Nerviërs · Ostrogoten · Quaden · Rugiërs · Saksen · Semnonen · Silingen · Sitones · Skiren · Sueben · Sugambren · Suiones · Tencteren · Teutonen · Toxandriërs · Triboken · Tubanten · Tudri · Tungri · Ubiërs · Usipeten · Vandalen · Vangionen · Visigoten · Volcae · Warnen
Germani cisrhenani:
Caerosi · Condrusi · Eburonen · Paemani · Segni
Stamverenigingen:
Herminones · Ingvaeones · Istvaeones